# سیارک ۲۵۶۷۶
سیارک ۲۵۶۷۶ (به انگلیسی: 25676 Jesseellison، نامگذاری:2000AG102)۲۵۶۷۶مین سیارک کشف شده‌است که در ۰۵ ژانویه ۲۰۰۰ کشف شد.